# Mojo Rawley
Dean Muhtadi est un catcheur américain né le 17 juillet 1986 à Alexandria en Virginie. Muhtadi est aussi un ancien joueur de football américain. Il est connu pour avoir travaillé à la World Wrestling Entertainment sous le nom de Mojo Rawley.

## Biographie

### Origines
Muhtadi est le fils de T.J. Muhtadi (d'origine palestinienne) et de Maria Roach (d'origine syro-américaine)[réf. nécessaire].

### Carrière universitaire
Muhtadi fait sa carrière universitaire dans l'équipe des Captains de l'université Christopher Newport qui évolue en troisième division de la NCAA. Il rejoint en 2006 les Terrapins du Maryland, une équipe universitaire plus prestigieuse qui joue en première division NCAA. Lourd et puissant, Muhtadi évolue au poste de defensive tackle[réf. nécessaire].

### NFL
À sa sortie de l'université, Muhtadi n'est pas choisi lors de la draft 2009 de la NFL. Il signe toutefois un contrat comme agent libre avec les Packers de Green Bay en mai 2009. Il joue au poste de defensive end mais il est cependant remercié en septembre. Muhtadi rejoint les Cardinals de l'Arizona en janvier 2010, mais ne participe à aucune rencontre de la saison régulière.

### World Wrestling Entertainment (2012-2021)

#### NXT Wrestling (2013-2016)
En août 2012, Dean Mutahdi signe un contrat avec la World Wrestling Entertainment.
Il adopte le nom de ring de Mojo Rawley et fait son premier match télévisé le 29 mai 2013 où il participe à une bataille royale pour désigner le challenger pour le championnat de la NXT et se fait éliminer par Mason Ryan. Son premier match simple a lieu le 9 octobre où il l'emporte rapidement face à Danny Burch. 
Le 15 janvier 2014, il connait sa première défaite face à Bo Dallas. Le 27 février à NXT Arrival, il bat CJ Parker. Les deux hommes s'affrontent à nouveau le 27 mars et le résultat est le même qu'à NXT Arrival. Le 8 mai, il participe à une bataille royale pour désigner le challenger pour le championnat de la NXT et se fait éliminer par Jason Jordan. Il fait ensuite équipe avec Bull Dempsey et participent ensemble au tournoi pour désigner les challengers pour le championnat par équipe de la NXT et se font éliminer au premier tour par les Vaudevillains (Aiden English et Simon Gotch) le 14 août. Après le match, il se retourne contre Dempsey parce qu'il le considère comme responsable de cette défaite. Cette rivalité donne lieu à deux matchs à NXT Takeover: Fatal 4 Way le 11 septembre puis deux semaines plus tard, que Dempsey remporte,. À la mi-octobre, la WWE annonce que Rawley souffre d'une blessure à l'épaule qui nécessite une intervention chirurgicale.
Il revient sur les rings à la mi-avril 2015 en participant à des spectacles non retransmis à la télévision.
En juin 2015, Mojo Rawley forme une équipe avec Zack Ryder à NXT, connue sous le nom de « The Hype Bros ». Après une longue rivalité avec l'équipe de Dash Wilder, Scott Dawson et Chad Gable, The Hype Bros, Enzo Amore et Colin Cassady battent Gable, Jason Jordan, Dash et Scott Wilder dans un match par équipe à 8 hommes à NXT Takeover: Brooklyn. 

#### WWE Smackdown, The Hype Bros et Heel Turn (2016-2018)
Le 19 juillet 2016, Rawley est drafté à Smackdown. Il est en équipe avec Zack Ryder jusqu'à sa blessure. Il remporte la Andre The Giant Battle Royale à Wrestlemania 33, le 2 avril 2017.
Lors de Clash of Champions, il bat Zack Ryder. Le 9 janvier à SmackDown Live, il bat Zack Ryder et se qualifie pour les demi-finales du tournoi pour déterminer le prochain Champion des États-Unis. Le 16 janvier à Smackdown Live, il perd en demi-finale du tournoi pour le WWE United States Championship contre Bobby Roode. Lors du Royal Rumble, il perd contre Roode et ne remporte pas le WWE United States Championship.
Lors du kick-off de Fastlane le 11 mars, il perd avec Chad Gable et Shelton Benjamin contre Tye Dillinger, Tyler Breeze et Fandango. Le 8 avril à WrestleMania 34, il perd la bataille royale en mémoire d'Andre The Giant au profit de Matt Hardy en se faisant éliminer par ce dernier.

#### Transfert àRaw(2018)
Lors du Superstar Shake-Up le 16 avril, il rejoint officiellement Raw. Il entre en 29e position lors du Greatest Royal Rumble mais se fait éliminer par Randy Orton
Le 7 mai, il fait ses débuts à Raw en répondant à l'open match challenge pour le titre intercontinental lancé par Seth Rollins et en perdant face à ce dernier.
Au cours de l'année 2019, Rawley tente un changement de personnage qui ne mène à rien excepté quelques promos.

#### Rivalité avec R-Truth, 24/7 Champion et alliance avec Riddick Moss (2020)
Le 31 décembre, il remporte le 24/7 championship face à R-Truth, mais perd le titre peu de temps après. 
Le 13 janvier 2020 à Raw, il attaque R-Truth et remporte le 24/7 Championship pour la deuxième fois. Il perd le titre avant de le récupérer contre R-Truth lors d'un house show le 18 janvier. Même chose le lendemain en house show. Le 27 janvier à Raw, il apparaît aux côtés de Riddick Moss et conserve son titre en battant No Way Jose. Après le match, il est surpris par un roll-up de R-Truth et perd son titre avant de le récupérer rapidement avec l'aide de Riddick Moss, devenant 24/7 champion pour la 6ème fois. Le 10 février à Raw, Moss et lui perdent face aux Street Profits. Après le match, son partenaire se retourne contre lui en lui effectuant le tombé pour devenir champion 24/7.

#### Retour àSmackDownpuis départ (2020-2021)
Le 24 mars, il change de roster et retourne à SmackDown. Le 4 avril à WrestleMania 36, il redevient champion 24/7 en effectuant le tombé sur R-Truth. Le lendemain à WrestleMania 36, il perd le titre 24/7, subissant un tombé de Rob Gronkowski.
Le 15 avril 2021, la WWE annonce son renvoi.

## Palmarès
- World Wrestling Entertainment
  - 6 fois Champion 24/7 de la WWE
  - André the Giant Memorial Trophy (2017)

### Récompenses des magazines
- Pro Wrestling Illustrated
  - 7e Rookie de l'année 2013[26]

| Année | 2013 | 2014 | 2015 | 2016 | 2017 | 2018 | 2019 | 2020  |
| ----- | ---- | ---- | ---- | ---- | ---- | ---- | ---- | ----- |
| Rang  | 230  | 170  | 192  | 193  | 111  | 217  | 256  | 🔻281 |